# Université normale du Zhejiang
L'université normale du Zhejiang est une université située à Jinhua dans le Zhejiang. Elle est créée à Hangzhou en 1956, puis est déplacé à Jinhua en 1965. Elle prend son nom actuel en 1985. Elle accueille environ 30 000 étudiants.